# Чаиру (Бузау)
Чаиру (рум. Ceairu) насеље је у Румунији у округу Бузау у општини Топличени. Oпштина се налази на надморској висини од 226 m.

## Становништво
Према подацима из 2002. године у насељу је живело 77 становника, од којих су сви румунске националности.